# William Allen Miller

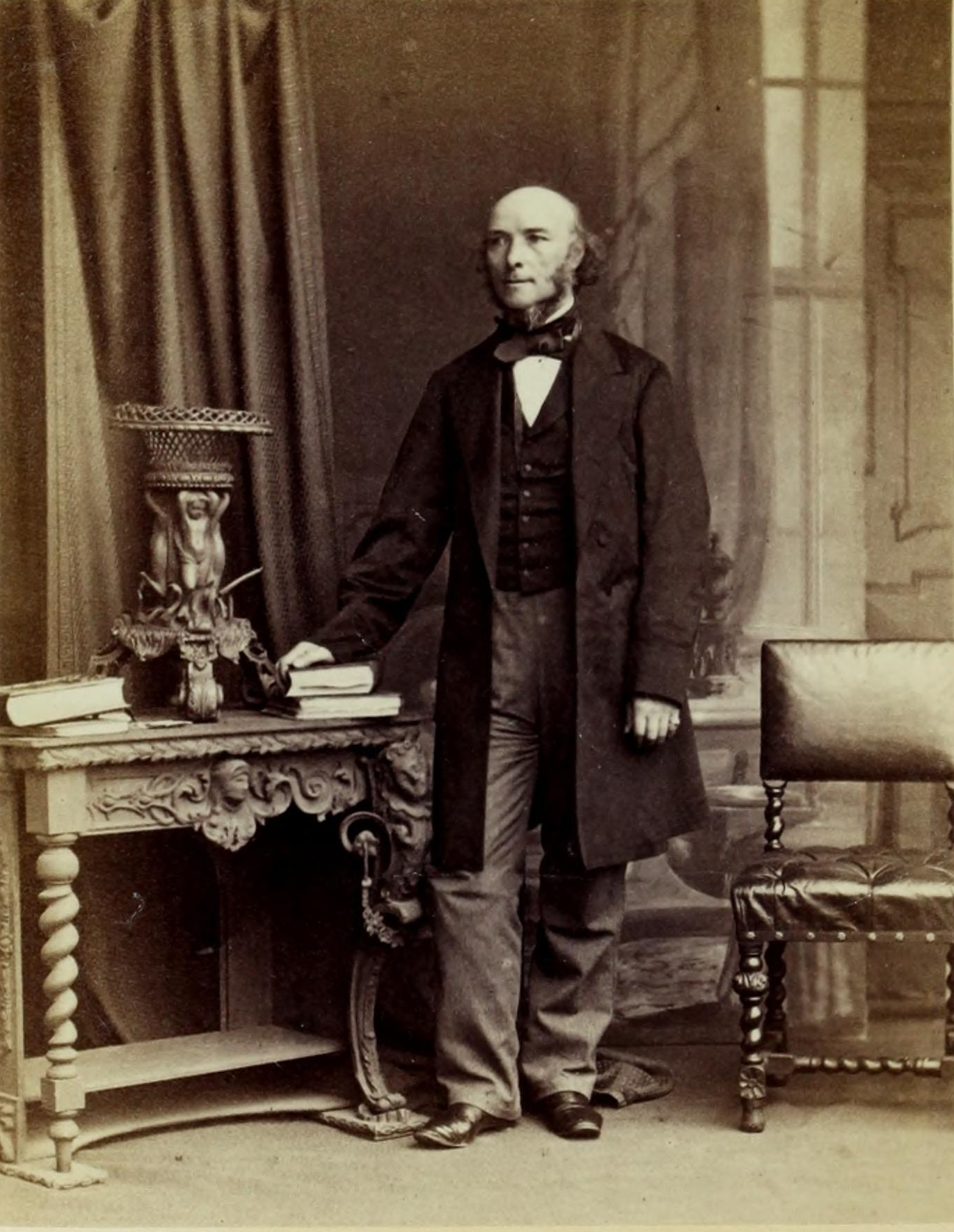
William Allen Miller

William Allen Miller (* 17. Dezember 1817 in Ipswich; † 30. September 1870 in Liverpool) war ein englischer Chemiker.
Miller wollte zuerst Chirurg werden und studierte dies ab 1837 am King’s College in London. Während des Studiums wechselte er zur Chemie, studierte in Gießen bei Justus von Liebig und wurde 1840 Demonstrator in Chemie am King’s College. Er wurde dort Assistent und 1845 Nachfolger von John Frederic Daniell als Chemieprofessor am King’s College.
Er war einer der ersten Chemiker, die die Spektralanalyse anwandten (um 1845). Ab 1845 war er Fellow der Royal Society. 1867 gewann er mit William Huggins die Goldmedaille der Royal Astronomical Society für die spektroskopische Untersuchung von Sternenlicht. Er dehnte die Spektralanalyse auch in das Ultraviolette hinein aus und verwendete sie in der analytischen Chemie.
Mit Daniell entwickelte er 1844 eine Theorie der Beweglichkeit von Ionen in der Elektrolyse, die später von Johann Wilhelm Hittorf und Friedrich Kohlrausch weiterentwickelt wurde.
1842 heiratete er Eliza Forrest und hatte mit ihr einen Sohn und zwei Töchter. Nach ihm ist der Mondkrater Miller benannt. 

## Schriften
- Elements of Chemistry, 3 Bände, 1855 bis 1857
- Introduction to the Study of Inorganic Chemistry, 1870